# Calamotropha janusella
Calamotropha janusella là một loài bướm đêm trong họ Crambidae.